# Dmitri Soubbotine
Pour les articles homonymes, voir Soubbotine.
Dmitri Nikolaïevitch Soubbotine - en russe : Дмитрий Николаевич Субботин, et en anglais : Dmitry Subbotin - (né le 20 octobre 1977 à Tomsk en URSS) est un joueur professionnel russe de hockey sur glace. Il évolue au poste d'ailier. Il est le frère d'Andreï Soubbotine.

## Biographie

### Carrière en club
En 1993, il débute avec l'Avtomobilist Iekaterinbourg dans la Superliga. Il a remporté la Superliga 2004 et la Coupe d'Europe des clubs champions 2005 avec l'Avangard Omsk. En 2010-2011, il décroche la Coupe Bratine avec le Roubine Tioumen. Il a toujours évolué en Russie.

### Carrière internationale
Il a représenté la Russie au niveau international.

## Statistiques

### En club
| Saison    | Équipe                      | Ligue         |    | Saison régulière | Saison régulière | Saison régulière | Saison régulière | Saison régulière |    | Séries éliminatoires | Séries éliminatoires | Séries éliminatoires | Séries éliminatoires | Séries éliminatoires |
| Saison    | Équipe                      | Ligue         | PJ | B                | A                | Pts              | Pun              | PJ               | B  | A                    | Pts                  | Pun                  |                      |                      |
| 1993-1994 | Avtomobilist Iekaterinbourg | Superliga     | 12 | 0                | 3                | 3                | 4                |                  |    |                      |                      |                      |                      |                      |
| 1994-1995 | Avtomobilist Iekaterinbourg | Superliga     | 52 | 9                | 6                | 15               | 75               | --               | -- | --                   | --                   | --                   |                      |                      |
| 1995-1996 | CSKA Moscou                 | Superliga     | 41 | 6                | 5                | 11               | 62               |                  |    |                      |                      |                      |                      |                      |
| 1996-1997 | HC CSKA Moscou              | Superliga     | 17 | 5                | 3                | 8                | 22               |                  |    |                      |                      |                      |                      |                      |
| 1997-1998 | HC CSKA Moscou              | Superliga     | 16 | 1                | 1                | 2                | 47               |                  |    |                      |                      |                      |                      |                      |
| 1998-1999 | Dinamo Moscou               | Superliga     | 1  | 0                | 1                | 1                | 0                | --               | -- | --                   | --                   | --                   |                      |                      |
| 1998-1999 | Lada Togliatti              | Superliga     | 31 | 8                | 3                | 11               | 47               | 7                | 0  | 0                    | 0                    | 4                    |                      |                      |
| 1999-2000 | Lada Togliatti              | Superliga     | 27 | 10               | 4                | 14               | 26               |                  |    |                      |                      |                      |                      |                      |
| 2000-2001 | Dinamo Moscou               | Superliga     | 39 | 11               | 15               | 26               | 48               |                  |    |                      |                      |                      |                      |                      |
| 2001-2002 | Metallourg Magnitogorsk     | Superliga     | 36 | 6                | 3                | 9                | 18               |                  |    |                      |                      |                      |                      |                      |
| 2002-2003 | Severstal Tcherepovets      | Superliga     | 10 | 0                | 1                | 1                | 31               | --               | -- | --                   | --                   | --                   |                      |                      |
| 2002-2003 | CSKA Moscou                 | Superliga     | 20 | 3                | 9                | 12               | 6                | --               | -- | --                   | --                   | --                   |                      |                      |
| 2003-2004 | CSKA Moscou                 | Superliga     | 22 | 0                | 3                | 3                | 14               | --               | -- | --                   | --                   | --                   |                      |                      |
| 2003-2004 | Avangard Omsk               | Superliga     | 26 | 6                | 6                | 12               | 36               | 11               | 2  | 3                    | 5                    | 6                    |                      |                      |
| 2004-2005 | Avangard Omsk               | Superliga     | 54 | 5                | 5                | 10               | 68               | 7                | 0  | 0                    | 0                    | 10                   |                      |                      |
| 2005-2006 | Salavat Ioulaïev Oufa       | Superliga     | 5  | 0                | 1                | 1                | 8                | --               | -- | --                   | --                   | --                   |                      |                      |
| 2005-2006 | HK MVD                      | Superliga     | 27 | 6                | 8                | 14               | 50               | 4                | 1  | 3                    | 4                    | 4                    |                      |                      |
| 2006-2007 | HK MVD                      | Superliga     | 51 | 16               | 20               | 36               | 96               | 2                | 0  | 1                    | 1                    | 6                    |                      |                      |
| 2007-2008 | Vitiaz Tchekhov             | Superliga     | 44 | 12               | 13               | 25               | 22               | --               | -- | --                   | --                   | --                   |                      |                      |
| 2008-2009 | HK MVD                      | KHL           | 19 | 0                | 6                | 6                | 6                | --               | -- | --                   | --                   | --                   |                      |                      |
| 2009-2010 | Iougra Khanty-Mansiïsk      | Vyschaïa Liga | 26 | 10               | 8                | 18               |                  |                  |    |                      |                      |                      |                      |                      |
| 2010-2011 | Roubine Tioumen             | VHL           | 18 | 5                | 0                | 5                | 18               | 3                | 0  | 1                    | 1                    | 2                    |                      |                      |
| 2011-2012 | Dinamo Balachikha           | VHL           | 22 | 2                | 4                | 6                | 28               | -                | -  | -                    | -                    | -                    |                      |                      |

### En équipe nationale
| Saison | Équipe     | Événement | PJ | B | A | Pts | Pun | Résultat        |
| ------ | ---------- | --------- | -- | - | - | --- | --- | --------------- |
| 1995   | Russie Jr. | CE Junior | 5  | 0 | 2 | 2   | 4   | Quatrième place |
| 1999   | Russie     | CM        | 6  | 0 | 0 | 0   | 0   | Cinquième place |